# Незаходящие и невосходящие звёзды

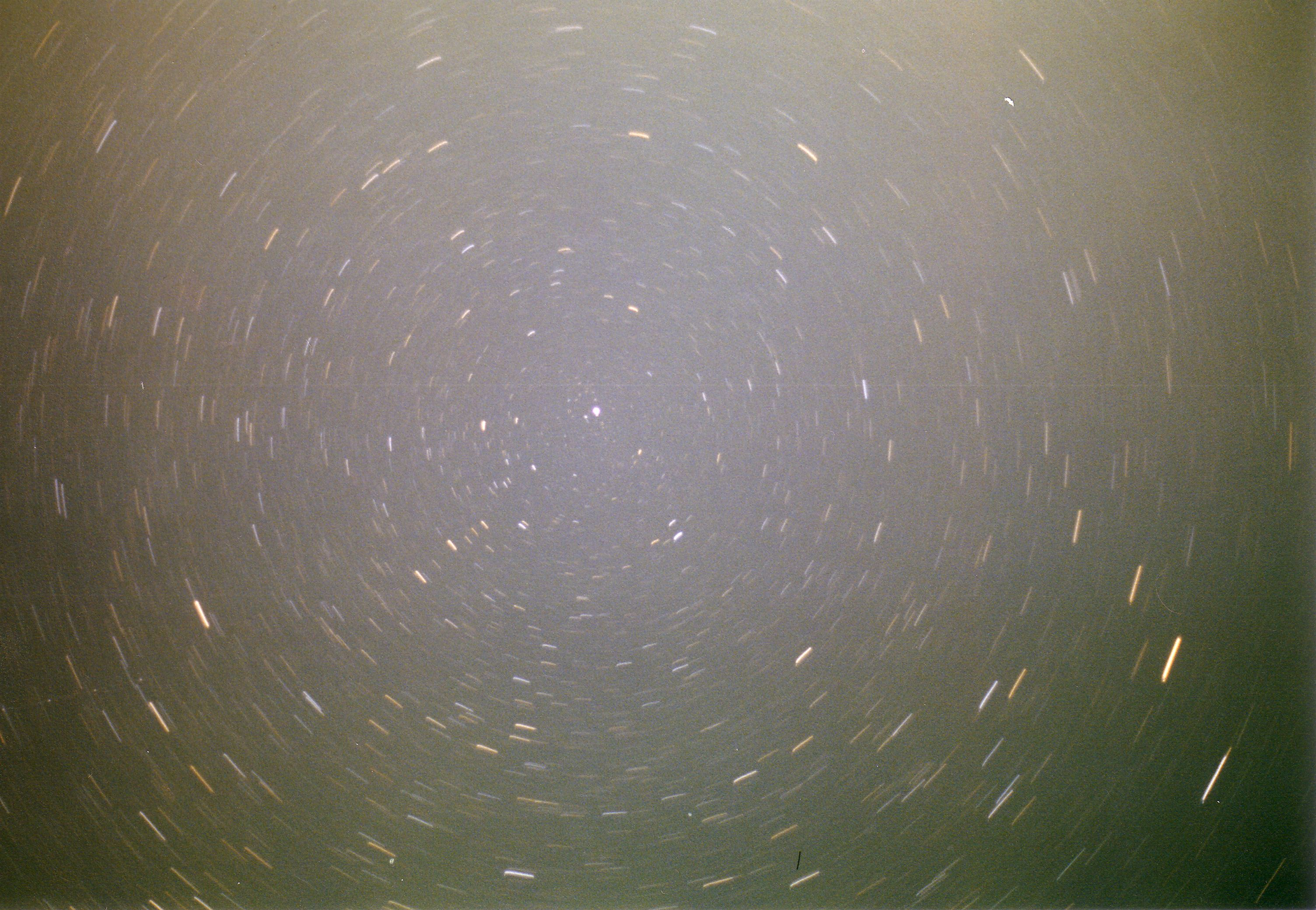
Полярная звезда и незаходящие звёзды

Незаходящая звезда — звезда, которая на данной широте никогда не опускается ниже горизонта.
Невосходящая звезда — звезда, которая на данной широте никогда не восходит. 
Из-за вращения Земли звёздное небо выглядит вращающимся вокруг полюса мира. Те объекты, путь которых пересекает линию горизонта, во время одного полного оборота Земли (звёздные сутки) заходят и восходят. Незаходящие звёзды всегда находятся над горизонтом, а невосходящие — под ним. На Северном полюсе все звёзды южной небесной полусферы не восходят, а все звёзды северной небесной сферы — не заходят; на Южном полюсе — наоборот. На экваторе не бывает невосходящих, равно как и незаходящих звёзд.
За полярными кругами незаходящим или невосходящим регулярно становится Солнце, и наступает полярный день или полярная ночь соответственно. В несколько большем интервале широт незаходящими и невосходящими иногда становятся Луна и планеты.

## Общий признак
В местах наблюдения на северном полушарии с географической широтой φ все те объекты незаходящие, склонение которых больше 90°-φ. Они никогда не исчезают под горизонтом, так как их круговорот происходит полностью выше горизонта и они видны в течение всей ночи. Из-за этого качества они уже в старину использовались для навигации. Аналогично на южном полушарии все объекты со склонением меньше −90°+φ являются незаходящими.
На северной широте φ все звёзды, склонение которых меньше −90°+φ являются невосходящими. Аналогично, на южной широте φ все звёзды, склонение которых больше 90°+φ являются невосходящими.  Созвездия, которые на данной широте всегда целиком находятся под горизонтом, называются невосходящими созвездиями для данной широты. 
На северном и южном полюсах все видимые звезды незаходящие, на экваторе не бывает незаходящих звёзд.
На диаграмме ниже показано, какие созвездия на каких широтах являются незаходящими. По горизонтальной оси откладывается широта, южная широта — отрицательная. Для точки на данной широте незаходящими будут те созвездия, столбики которых пересечёт вертикальная линия, проведённая на этой широте.